# Халецькі

Герб Халецьких

Халецькі (рідше — Галецькі) — руський боярський рід. За однією, більш поширеною, версією, разом
із Тишкевичами і Стецькими є однією з гілок київського боярського роду Калениковичів, за іншою — нащадками чернігівських бояр. Родинними узами пов'язаний з українськими родами Трипільських, Дідовичів, князів
Головчинських, Крошинських і Масальських, а також з рядом родів Речі Посполитої (Копці, Оборські, Полубенські, Сапіги, Стравинські, Юдицькі та ін.).

## Історія
Перші носії прізвища фіксуються в документах 15 ст. Родовим гніздом Халецьких було містечко Хальче (нині село Вєтківського району Гомельської обл., Білорусь), яке Павло Мишкович у 1437 році отримав за підтримку Свидригайла Ольгердовича. 
Вони належали донайвпливовіших родів Речицького повіту. У 16—17 ст. мали також міцні позиції на Київщині (володіли Ржищівською волостю) та Житомирщині (володіли Вільською волостю). Родовий герб — варіант герба «Абданк». Його сини Євстафій (XV ст.) був послом до Молдавського князівства, а онук Михайло (р. н. невід. — 1521) — до Золотої орди.
Піднесення роду слід пов'язати з іменем насамперед Михайла Михайловича Халецького (кін. 15 ст. — після 1534), київського городничого й овруцького старости (див. Староство).
Його син Йосип Михайлович (р. н. невід. — п. 1559) обіймав посаду господарського маршалка (із 1554), овруцького старости (1544—53), черкаського і канівського старости (1555—59), брав участь у переговорах Великого князівства Литовського з Молдовою та Московською державою, турбувався про оборону степових кордонів ВКЛ.
Андрій Йосипович (р. н. невід. — п. до 1595) обіймав ряд важливих посад у Речицькому воєводстві, відзначився як дипломат. Був одним з підписантів Люблінської унії. Власник значних маєтностей на Київщині та Волині (у 1588р. купив за 3000 кіп Ржищів, Ходорів, Воронів),  приятель князя А.Курбського.
Видатну роль в історії ВКЛ відіграв сенатор Дмитро Йосипович (не раніше 1550—1598), земський підскарбій литовський і писар ВКЛ (із 1590), дипломат і колекціонер, який залишив по собі цінне зібрання фламандських гобеленів. Особливо відзначився як фінансист, який провів ряд успішних заходів, значно збагативши державну скарбницю. Спочатку був православним, підтримував Колозький монастир під Гродном (нині місто в Білорусі), але близько 1591 перейшов у католицизм, зблизився з П.Скаргою і став прихильником Берестейської церковної унії 1596, був одним із трьох королівських комісарів під час її укладання. Проводив активну боротьбу проти повстанців С.Наливайка та Г.Лободи на території Білорусі 1594—95, про що залишив цінні свідчення у своїх листах до князя К.Радзивілла Перуна.
Владислав-Юрій (Владислав-Єжі; 1606—68) — стражник ВКЛ (із 1656), мозирський староста (1668). У складі військ Речі Посполитої брав участь у ряді війн, у придушенні козацьких повстань на українських теренах 1625, 1630, 1648—58. Відзначився в боях за Варшаву, при здобутті Тикоціна (нині місто Підляського воєводства, Польща), у поході князя О.-Г.Полубинського до Пруссії (1656—58), переможній битві під Полонкою (нині село Брестської обл., Білорусь; 1660), де литовські війська розбили московські.
Миколай-Криштоф (бл. 1589—1653) разом із братом Олександром отримав блискучу освіту: спочатку — у Віленській академії, потім — у період 12-річної закордонної подорожі (Голландія, Італія, Іспанія, Франція, зокрема навч. в Лувенському університеті й Сорбонні; Париж). Видав 1605 року в Парижі «Риторику» свого викладача Ш.Колера (перевидана в Кракові 1648), наступного року — власний твір (панегірик на честь Я.Замойського, коронного канцлера і великого гетьмана коронного), 1618 — збірник «Алегорії», а потім — свій найбільший твір, присвячений Богоматері («Binarium Chaltcifnus…», Vilnae, 1642). За правління Сигізмунда III Ваза нерідко виконував дипломатичні функції. Був ревним католиком, підтримував францисканців у Вільні (нині м. Вільнюс) та єзуїтський колегіум у Гродно.
Починаючи з 2-ї пол. 17 ст., рід Х. занепав. Хоча його представники, як і раніше, брали активну участь у діяльності вальних сеймів та шляхетських сеймиків, воєнних діях, але їхній вплив обмежувався кордонами Речицького повіту. Кароль Казимир Халецький (пом. 1696) обіймав посаду мозирського старости. Його син Міхал (1679—1715) був прихильником короля Августа II у боротьбі зі Станіславом Лещинським.
Після розподілу Речі Посполитої 1815 року, опинилися в Австрійській імперії, де мали власні маєтки — Станислав Халецький. З австрійської гілки відомі насамперед Оскар Алоїз Халецький (1838—1903), фельдмаршал Австро-Угорщини, та його син Оскар Халецький (1891—1973), історик.
За російського правління долучилися до російського дворянства. Окремі з Х. брали участь у повстанні Тадеуша Костюшка, у Листопадовому (1830—1831 рр.) та Січневому (1863—1864 рр.) повстаннях. Очевидно, деякі з Х. покозачилися, принаймні окремі особи з таким прізвищем значаться серед козаків Канівського полку.

## Інші Халецькі
Існують однойменні роди іншого походження, наприклад, один із них йде від татарина, поселеного під Хальчем у 16 ст. З його представник ів найвідомішим був Ян Халецький-Амітанський (р. н. невід. — п. бл. 1883), генерал-майор російської армії, який під час польського повстання 1863—64 примкнув до повстанців та формував у Галичині військові загони, а потім був активним діячем польської еміграції в Парижі.